# Secondo trattato navale di Londra

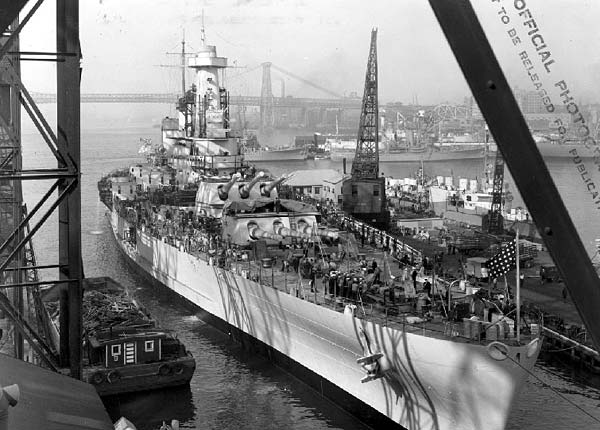
Il dislocamento della USS North Carolina, e delle successive e ultime due classi di corazzate statunitensi, vennero limitate dal Secondo Trattato navale di Londra

Il Secondo trattato navale di Londra fu un trattato internazionale, firmato a causa della Seconda conferenza di disarmo navale di Londra tenutasi a Londra nel Regno Unito. La conferenza iniziò il 9 dicembre 1935 e il trattato venne firmato dalle nazioni partecipanti il 25 marzo del 1936.

## Il trattato
I firmatari erano Francia, gli Stati Uniti e la maggior parte dei membri del Commonwealth britannico: Australia, Canada, India, Nuova Zelanda e Regno Unito (per conto proprio e "tutte le parti dell'Impero britannico che non sono membri separati della Società delle Nazioni"). Due Dominion del Commonwealth rifiutarono di firmare: Sudafrica e Stato Libero d'Irlanda, quest'ultimo perché non aveva una marina. Il Giappone, firmatario del Primo trattato navale di Londra e già in guerra sulla terraferma asiatica, si ritirò dalla conferenza il 15 gennaio. Anche l'Italia rifiutò di firmare il trattato, in gran parte a causa della controversia sulla sua invasione dell'Abissinia (Etiopia); L'Italia era stata sanzionata dalla Società delle Nazioni.
La conferenza aveva lo scopo di limitare la crescita degli armamenti navali fino alla sua scadenza nel 1942. L'assenza del Giappone (una potenza navale molto significativa) impedì un accordo su un tetto al numero di navi da guerra. Il trattato limitava la dimensione massima delle navi dei firmatari e il calibro massimo dei cannoni che potevano portare. Prima di tutto, le navi capitali vennero limitate a 35 000 long ton (35 562 t) di dislocamento standard e a 14 pollici (356  mm) di cannoni. Tuttavia, venne inclusa una cosiddetta "clausola della scala mobile" su sollecitazione dei negoziatori americani nel caso in cui uno dei paesi che avevano firmato il Trattato navale di Washington si fosse rifiutato di aderire a questo nuovo limite. Questa disposizione consentiva ai paesi firmatari del Secondo Trattato di Londra – Francia, Regno Unito e Stati Uniti – di aumentare il limite da 14 pollici a 16 pollici se il Giappone o l'Italia si fossero rifiutati ancora di firmare dopo il 1 aprile 1937.
Inoltre i sottomarini non avrebbero potuto essere più grandi di 2.000 tonnellate o avere alcun armamento di cannoni maggiore a 5,1 pollici, gli incrociatori leggeri vennero limitati a 8.000 tonnellate e 6,1 pollici (155 mm) o cannoni più piccoli e le portaerei vennero limitate a 23.000 tonnellate. L'articolo 25, tuttavia, dava il diritto di deviare dalle limitazioni se un altro paese autorizzava, costruiva o acquistava una nave capitale, una portaerei o un sommergibile eccedente i limiti del trattato e se tale deviazione fosse stata necessaria per la sicurezza nazionale. Per questo motivo, nel 1938 le parti del trattato concordarono un nuovo limite di dislocamento di 45.000 tonnellate per le corazzate, lo sfortunato incrociatore da battaglia era già caduto in disgrazia.
Questo Trattato navale di Londra si concluse effettivamente il 1º settembre 1939, con l'inizio della seconda guerra mondiale. Anche durante il suo breve periodo di presunta efficacia, le sue clausole vennero onorate più nella violazione che nell'osservanza. Tre classi di corazzate del "trattato" vennero costruite o stabilite dagli Stati Uniti: le classi North Carolina, South Dakota, e Iowa. Il progetto della classe North Carolina venne avviato prima che fosse invocata la clausola della scala mobile, le sue navi erano destinate ad essere armate e protette da cannoni da 14 pollici. Tuttavia, con l'invocazione della clausola della scala mobile, vennero completate con cannoni da 16 pollici. Le quattro corazzate della classe South Dakota vennero progettate e protette contro cannoni da 16 pollici, ma mantennero un dislocamento standard di 35.000   tonnellate. La progettazione della classe Iowa iniziò nel 1938 e i suoi ordini vennero effettuati nel 1939; con l'invocazione della "clausola della scala mobile", l'Iowa trasportava cannoni da 16 pollici con un dislocamento di 45.000 tonnellate.
L'articolo 22 del Trattato di Londra del 1930 relativo alla guerra sottomarina dichiarava che il diritto internazionale (le cosiddette "regole degli incrociatori") si applicava ai sottomarini così come alle navi di superficie. Inoltre, le navi mercantili disarmate che non dimostravano un "persistente rifiuto di fermarsi [...] o resistenza attiva all'ispezione o alla ricerca" non potevano essere affondate senza che prima non consegnassero equipaggio e passeggeri delle navi in "un luogo sicuro" (le scialuppe di salvataggio non erano considerate un luogo sicuro, salvo in circostanze particolari). Il trattato del 1936 confermava che l'articolo 22 del trattato del 1930 sarebbe rimasto in vigore, e "tutte le altre potenze [sono state invitate] ad esprimere il loro assenso alle regole contenute nel presente articolo". Questo divenne noto come il Protocollo Sottomarino di Londra e alla fine vi aderirono oltre trentacinque nazioni, inclusi Stati Uniti, Gran Bretagna, Germania e Giappone. Fu questo protocollo che venne utilizzato nel processo del dopoguerra di Karl Dönitz per aver ordinato una guerra sottomarina indiscriminata. Questi regolamenti non vietavano di armare i mercantili, ma secondo Dönitz, armarli o far loro segnalare contatti con sottomarini (o incursori), li rendeva navi ausiliari de facto e rimuoveva la protezione delle regole degli incrociatori. Ciò rese le restrizioni riguardo ai sottomarini sostanzialmente teoriche.